# Byxtjärnen, Lappland
Byxtjärnen är en sjö i Gällivare kommun i Lappland och ingår i Kalixälvens huvudavrinningsområde. Sjön har en area på 0,139 kvadratkilometer och ligger 441,1 meter över havet.

## Delavrinningsområde
Byxtjärnen ingår i det delavrinningsområde (746626-171530) som SMHI kallar för Utloppet av Byxtjärn. Medelhöjden är 444 meter över havet och ytan är 0,27 kvadratkilometer. Det finns inga avrinningsområden uppströms utan avrinningsområdet är högsta punkten. Vattendraget som avvattnar avrinningsområdet har biflödesordning 4, vilket innebär att vattnet flödar genom totalt 4 vattendrag innan det når havet efter 235 kilometer. Avrinningsområdet består mestadels av skog (48 procent). Avrinningsområdet har 0,14 kvadratkilometer vattenytor vilket ger det en sjöprocent på 52,1 procent.